# NGC 3021
NGC 3021 est une galaxie spirale située dans la constellation du Petit Lion. NGC 3021 a été découverte par l'astronome germano-britannique William Herschel en 1785.

## Caractéristiques
La classe de luminosité de NGC 3021 est II-III et elle présente une large raie HI.

### Distance
Sa vitesse par rapport au fond diffus cosmologique est de 1 798 ± 19 km/s, ce qui correspond à une distance de Hubble de 26,5 ± 1,9 Mpc (∼86,4 millions d'al). 
À ce jour, 44 mesures non basées sur le décalage vers le rouge (redshift) donnent une distance de 26,352 ± 4,710 Mpc (∼85,9 millions d'al), ce qui est à l'intérieur des valeurs de la distance de Hubble.

### Morphologie
NGC 3021 a été utilisée par Gérard de Vaucouleurs comme une galaxie de type morphologique SA(s)bc dans son atlas des galaxies,.

## Trou noir supermassif
Selon une étude publiée en 2009 et basée sur la vitesse interne de la galaxie mesurée par le télescope spatial Hubble, la masse du trou noir supermassif au centre de NGC 3021 serait comprise entre 9,8 millions et 40 millions de {\displaystyle M_{\odot }}.

## Supernova
La supernova SN 1995al a été découverte dans NGC 3021 le 1er novembre 1995 par S. Pesci et P. Mazza de Milan. Cette supernova était de type Ia.

## Groupe de NGC 2964
Les galaxies NGC 3021 et NGC 3003 sont dans la même région du ciel et selon l'étude réalisée par Abraham Mahtessian, elles forment une paire de galaxies. Puisque NGC 3003 fait partie du groupe de NGC 2964, NGC 3021 devrait logiquement en faire partie.